# 高明镇 (大竹县)
高明乡，是中华人民共和国四川省达州市大竹县下辖的一个乡镇级行政单位。

## 行政区划
高明乡下辖以下地区：
社区、高桥村、黄城村、海乐村、土堡村、洛阳村、车历村、明滩村、大良村、双龙村、同心村和老学堂村。